# Liste der Botschafter der Vereinigten Staaten in Niger
Die Liste der Botschafter der Vereinigten Staaten in Niger umfasst alle Leiter der US-amerikanischen Vertretung in Niger seit der Aufnahme diplomatischer Beziehungen am 3. August 1960. Seit 3. Februar 1961 befindet sich die Botschaft in der Hauptstadt Niamey.
| Titel                                              | Name                      | Foto | Ernennung     | Akkreditierung | Ende der Mission |
| -------------------------------------------------- | ------------------------- | ---- | ------------- | -------------- | ---------------- |
| Chargé d’affaires ad interim                       | Donald Norland            |      | k. A.         | 2. Aug. 1960   | k. A.            |
| Außerordentlicher und bevollmächtigter Botschafter | Robert Borden Reams       |      | 14. Okt. 1960 | 23. Nov. 1960  | 2. Aug. 1961     |
| Außerordentlicher und bevollmächtigter Botschafter | Mercer Cook               |      | 22. Juni 1961 | 2. Aug. 1961   | 30. Mai 1964     |
| Außerordentlicher und bevollmächtigter Botschafter | Robert J. Ryan Sr.        |      | 9. Juli 1964  | 24. Aug. 1964  | 19. Aug. 1968    |
| Außerordentlicher und bevollmächtigter Botschafter | Samuel Clifford Adams Jr. |      | 24. Juli 1968 | 10. Sep. 1968  | 3. Okt. 1969     |
| Außerordentlicher und bevollmächtigter Botschafter | Roswell McClelland        |      | 8. Juli 1970  | 27. Juli 1970  | 7. Juli 1973     |
| Außerordentlicher und bevollmächtigter Botschafter | Douglas Heck              |      | 22. März 1974 | 30. Mai 1974   | 20. Juli 1976    |
| Außerordentlicher und bevollmächtigter Botschafter | Charles James             |      | 16. Sep. 1976 | 11. Dez. 1976  | 5. Juli 1979     |
| Außerordentlicher und bevollmächtigter Botschafter | James Bishop              |      | 2. Juli 1979  | 1. Sep. 1979   | 29. Mai 1981     |
| Außerordentlicher und bevollmächtigter Botschafter | William Robert Casey      |      | 9. März 1982  | 3. Apr. 1982   | 29. Juli 1985    |
| Außerordentlicher und bevollmächtigter Botschafter | Richard Bogosian          |      | 1. Aug. 1985  | 11. Okt. 1985  | 7. Aug. 1988     |
| Außerordentlicher und bevollmächtigter Botschafter | Carl Cundiff              |      | 12. Aug. 1988 | 9. Sep. 1988   | 10. Juli 1991    |
| Außerordentlicher und bevollmächtigter Botschafter | Jennifer Ward             |      | 25. März 1991 | 16. Aug. 1991  | 28. Mai 1993     |
| Außerordentlicher und bevollmächtigter Botschafter | John Davison              |      | 9. Aug. 1993  | 23. Okt. 1993  | 28. Juli 1996    |
| Außerordentlicher und bevollmächtigter Botschafter | Charles O. Cecil          |      | 11. Juni 1996 | 6. Sep. 1996   | 13. Aug. 1999    |
| Außerordentlicher und bevollmächtigter Botschafter | Barbro Owens-Kirkpatrick  |      | 9. Aug. 1999  | 11. Okt. 1999  | 12. Juli 2002    |
| Außerordentlicher und bevollmächtigter Botschafter | Dennise Mathieu           |      | 3. Okt. 2002  | 4. Dez. 2002   | 30. Sep. 2005    |
| Außerordentlicher und bevollmächtigter Botschafter | Bernadette Allen          |      | 21. Feb. 2006 | 19. Apr. 2006  | 15. Jan. 2010    |
| Außerordentlicher und bevollmächtigter Botschafter | Bisa Williams             |      | 9. Aug. 2010  | 29. Okt. 2010  | 13. Sep. 2013    |
| Außerordentlicher und bevollmächtigter Botschafter | Eunice Reddick            |      | 23. Juli 2014 | 12. Sep. 2014  | 20. Okt. 2017    |
| Außerordentlicher und bevollmächtigter Botschafter | Eric Whitaker             |      | 2. Sep. 2017  | 26. Jan. 2018  | Dez. 2021        |
| Chargé d’affaires ad interim                       | Susan N’Garnim            |      | Dez. 2021     |                | Aug. 2023        |
| Außerordentlicher und bevollmächtigter Botschafter | Kathleen FitzGibbon       |      | 27. Juli 2023 |                |                  |